# Giuoco Piano
|   | a | b | c | d | e | f | g | h |   |
| 8 | a8 black rook · c8 black bishop · d8 black queen · e8 black king · g8 black knight · h8 black rook · a7 black pawn · b7 black pawn · c7 black pawn · d7 black pawn · f7 black pawn · g7 black pawn · h7 black pawn · c6 black knight · c5 black bishop · e5 black pawn · c4 white bishop · e4 white pawn · f3 white knight · a2 white pawn · b2 white pawn · c2 white pawn · d2 white pawn · f2 white pawn · g2 white pawn · h2 white pawn · a1 white rook · b1 white knight · c1 white bishop · d1 white queen · e1 white king · h1 white rook | a8 black rook · c8 black bishop · d8 black queen · e8 black king · g8 black knight · h8 black rook · a7 black pawn · b7 black pawn · c7 black pawn · d7 black pawn · f7 black pawn · g7 black pawn · h7 black pawn · c6 black knight · c5 black bishop · e5 black pawn · c4 white bishop · e4 white pawn · f3 white knight · a2 white pawn · b2 white pawn · c2 white pawn · d2 white pawn · f2 white pawn · g2 white pawn · h2 white pawn · a1 white rook · b1 white knight · c1 white bishop · d1 white queen · e1 white king · h1 white rook | a8 black rook · c8 black bishop · d8 black queen · e8 black king · g8 black knight · h8 black rook · a7 black pawn · b7 black pawn · c7 black pawn · d7 black pawn · f7 black pawn · g7 black pawn · h7 black pawn · c6 black knight · c5 black bishop · e5 black pawn · c4 white bishop · e4 white pawn · f3 white knight · a2 white pawn · b2 white pawn · c2 white pawn · d2 white pawn · f2 white pawn · g2 white pawn · h2 white pawn · a1 white rook · b1 white knight · c1 white bishop · d1 white queen · e1 white king · h1 white rook | a8 black rook · c8 black bishop · d8 black queen · e8 black king · g8 black knight · h8 black rook · a7 black pawn · b7 black pawn · c7 black pawn · d7 black pawn · f7 black pawn · g7 black pawn · h7 black pawn · c6 black knight · c5 black bishop · e5 black pawn · c4 white bishop · e4 white pawn · f3 white knight · a2 white pawn · b2 white pawn · c2 white pawn · d2 white pawn · f2 white pawn · g2 white pawn · h2 white pawn · a1 white rook · b1 white knight · c1 white bishop · d1 white queen · e1 white king · h1 white rook | a8 black rook · c8 black bishop · d8 black queen · e8 black king · g8 black knight · h8 black rook · a7 black pawn · b7 black pawn · c7 black pawn · d7 black pawn · f7 black pawn · g7 black pawn · h7 black pawn · c6 black knight · c5 black bishop · e5 black pawn · c4 white bishop · e4 white pawn · f3 white knight · a2 white pawn · b2 white pawn · c2 white pawn · d2 white pawn · f2 white pawn · g2 white pawn · h2 white pawn · a1 white rook · b1 white knight · c1 white bishop · d1 white queen · e1 white king · h1 white rook | a8 black rook · c8 black bishop · d8 black queen · e8 black king · g8 black knight · h8 black rook · a7 black pawn · b7 black pawn · c7 black pawn · d7 black pawn · f7 black pawn · g7 black pawn · h7 black pawn · c6 black knight · c5 black bishop · e5 black pawn · c4 white bishop · e4 white pawn · f3 white knight · a2 white pawn · b2 white pawn · c2 white pawn · d2 white pawn · f2 white pawn · g2 white pawn · h2 white pawn · a1 white rook · b1 white knight · c1 white bishop · d1 white queen · e1 white king · h1 white rook | a8 black rook · c8 black bishop · d8 black queen · e8 black king · g8 black knight · h8 black rook · a7 black pawn · b7 black pawn · c7 black pawn · d7 black pawn · f7 black pawn · g7 black pawn · h7 black pawn · c6 black knight · c5 black bishop · e5 black pawn · c4 white bishop · e4 white pawn · f3 white knight · a2 white pawn · b2 white pawn · c2 white pawn · d2 white pawn · f2 white pawn · g2 white pawn · h2 white pawn · a1 white rook · b1 white knight · c1 white bishop · d1 white queen · e1 white king · h1 white rook | a8 black rook · c8 black bishop · d8 black queen · e8 black king · g8 black knight · h8 black rook · a7 black pawn · b7 black pawn · c7 black pawn · d7 black pawn · f7 black pawn · g7 black pawn · h7 black pawn · c6 black knight · c5 black bishop · e5 black pawn · c4 white bishop · e4 white pawn · f3 white knight · a2 white pawn · b2 white pawn · c2 white pawn · d2 white pawn · f2 white pawn · g2 white pawn · h2 white pawn · a1 white rook · b1 white knight · c1 white bishop · d1 white queen · e1 white king · h1 white rook | 8 |
| 7 | a8 black rook · c8 black bishop · d8 black queen · e8 black king · g8 black knight · h8 black rook · a7 black pawn · b7 black pawn · c7 black pawn · d7 black pawn · f7 black pawn · g7 black pawn · h7 black pawn · c6 black knight · c5 black bishop · e5 black pawn · c4 white bishop · e4 white pawn · f3 white knight · a2 white pawn · b2 white pawn · c2 white pawn · d2 white pawn · f2 white pawn · g2 white pawn · h2 white pawn · a1 white rook · b1 white knight · c1 white bishop · d1 white queen · e1 white king · h1 white rook | a8 black rook · c8 black bishop · d8 black queen · e8 black king · g8 black knight · h8 black rook · a7 black pawn · b7 black pawn · c7 black pawn · d7 black pawn · f7 black pawn · g7 black pawn · h7 black pawn · c6 black knight · c5 black bishop · e5 black pawn · c4 white bishop · e4 white pawn · f3 white knight · a2 white pawn · b2 white pawn · c2 white pawn · d2 white pawn · f2 white pawn · g2 white pawn · h2 white pawn · a1 white rook · b1 white knight · c1 white bishop · d1 white queen · e1 white king · h1 white rook | a8 black rook · c8 black bishop · d8 black queen · e8 black king · g8 black knight · h8 black rook · a7 black pawn · b7 black pawn · c7 black pawn · d7 black pawn · f7 black pawn · g7 black pawn · h7 black pawn · c6 black knight · c5 black bishop · e5 black pawn · c4 white bishop · e4 white pawn · f3 white knight · a2 white pawn · b2 white pawn · c2 white pawn · d2 white pawn · f2 white pawn · g2 white pawn · h2 white pawn · a1 white rook · b1 white knight · c1 white bishop · d1 white queen · e1 white king · h1 white rook | a8 black rook · c8 black bishop · d8 black queen · e8 black king · g8 black knight · h8 black rook · a7 black pawn · b7 black pawn · c7 black pawn · d7 black pawn · f7 black pawn · g7 black pawn · h7 black pawn · c6 black knight · c5 black bishop · e5 black pawn · c4 white bishop · e4 white pawn · f3 white knight · a2 white pawn · b2 white pawn · c2 white pawn · d2 white pawn · f2 white pawn · g2 white pawn · h2 white pawn · a1 white rook · b1 white knight · c1 white bishop · d1 white queen · e1 white king · h1 white rook | a8 black rook · c8 black bishop · d8 black queen · e8 black king · g8 black knight · h8 black rook · a7 black pawn · b7 black pawn · c7 black pawn · d7 black pawn · f7 black pawn · g7 black pawn · h7 black pawn · c6 black knight · c5 black bishop · e5 black pawn · c4 white bishop · e4 white pawn · f3 white knight · a2 white pawn · b2 white pawn · c2 white pawn · d2 white pawn · f2 white pawn · g2 white pawn · h2 white pawn · a1 white rook · b1 white knight · c1 white bishop · d1 white queen · e1 white king · h1 white rook | a8 black rook · c8 black bishop · d8 black queen · e8 black king · g8 black knight · h8 black rook · a7 black pawn · b7 black pawn · c7 black pawn · d7 black pawn · f7 black pawn · g7 black pawn · h7 black pawn · c6 black knight · c5 black bishop · e5 black pawn · c4 white bishop · e4 white pawn · f3 white knight · a2 white pawn · b2 white pawn · c2 white pawn · d2 white pawn · f2 white pawn · g2 white pawn · h2 white pawn · a1 white rook · b1 white knight · c1 white bishop · d1 white queen · e1 white king · h1 white rook | a8 black rook · c8 black bishop · d8 black queen · e8 black king · g8 black knight · h8 black rook · a7 black pawn · b7 black pawn · c7 black pawn · d7 black pawn · f7 black pawn · g7 black pawn · h7 black pawn · c6 black knight · c5 black bishop · e5 black pawn · c4 white bishop · e4 white pawn · f3 white knight · a2 white pawn · b2 white pawn · c2 white pawn · d2 white pawn · f2 white pawn · g2 white pawn · h2 white pawn · a1 white rook · b1 white knight · c1 white bishop · d1 white queen · e1 white king · h1 white rook | a8 black rook · c8 black bishop · d8 black queen · e8 black king · g8 black knight · h8 black rook · a7 black pawn · b7 black pawn · c7 black pawn · d7 black pawn · f7 black pawn · g7 black pawn · h7 black pawn · c6 black knight · c5 black bishop · e5 black pawn · c4 white bishop · e4 white pawn · f3 white knight · a2 white pawn · b2 white pawn · c2 white pawn · d2 white pawn · f2 white pawn · g2 white pawn · h2 white pawn · a1 white rook · b1 white knight · c1 white bishop · d1 white queen · e1 white king · h1 white rook | 7 |
| 6 | a8 black rook · c8 black bishop · d8 black queen · e8 black king · g8 black knight · h8 black rook · a7 black pawn · b7 black pawn · c7 black pawn · d7 black pawn · f7 black pawn · g7 black pawn · h7 black pawn · c6 black knight · c5 black bishop · e5 black pawn · c4 white bishop · e4 white pawn · f3 white knight · a2 white pawn · b2 white pawn · c2 white pawn · d2 white pawn · f2 white pawn · g2 white pawn · h2 white pawn · a1 white rook · b1 white knight · c1 white bishop · d1 white queen · e1 white king · h1 white rook | a8 black rook · c8 black bishop · d8 black queen · e8 black king · g8 black knight · h8 black rook · a7 black pawn · b7 black pawn · c7 black pawn · d7 black pawn · f7 black pawn · g7 black pawn · h7 black pawn · c6 black knight · c5 black bishop · e5 black pawn · c4 white bishop · e4 white pawn · f3 white knight · a2 white pawn · b2 white pawn · c2 white pawn · d2 white pawn · f2 white pawn · g2 white pawn · h2 white pawn · a1 white rook · b1 white knight · c1 white bishop · d1 white queen · e1 white king · h1 white rook | a8 black rook · c8 black bishop · d8 black queen · e8 black king · g8 black knight · h8 black rook · a7 black pawn · b7 black pawn · c7 black pawn · d7 black pawn · f7 black pawn · g7 black pawn · h7 black pawn · c6 black knight · c5 black bishop · e5 black pawn · c4 white bishop · e4 white pawn · f3 white knight · a2 white pawn · b2 white pawn · c2 white pawn · d2 white pawn · f2 white pawn · g2 white pawn · h2 white pawn · a1 white rook · b1 white knight · c1 white bishop · d1 white queen · e1 white king · h1 white rook | a8 black rook · c8 black bishop · d8 black queen · e8 black king · g8 black knight · h8 black rook · a7 black pawn · b7 black pawn · c7 black pawn · d7 black pawn · f7 black pawn · g7 black pawn · h7 black pawn · c6 black knight · c5 black bishop · e5 black pawn · c4 white bishop · e4 white pawn · f3 white knight · a2 white pawn · b2 white pawn · c2 white pawn · d2 white pawn · f2 white pawn · g2 white pawn · h2 white pawn · a1 white rook · b1 white knight · c1 white bishop · d1 white queen · e1 white king · h1 white rook | a8 black rook · c8 black bishop · d8 black queen · e8 black king · g8 black knight · h8 black rook · a7 black pawn · b7 black pawn · c7 black pawn · d7 black pawn · f7 black pawn · g7 black pawn · h7 black pawn · c6 black knight · c5 black bishop · e5 black pawn · c4 white bishop · e4 white pawn · f3 white knight · a2 white pawn · b2 white pawn · c2 white pawn · d2 white pawn · f2 white pawn · g2 white pawn · h2 white pawn · a1 white rook · b1 white knight · c1 white bishop · d1 white queen · e1 white king · h1 white rook | a8 black rook · c8 black bishop · d8 black queen · e8 black king · g8 black knight · h8 black rook · a7 black pawn · b7 black pawn · c7 black pawn · d7 black pawn · f7 black pawn · g7 black pawn · h7 black pawn · c6 black knight · c5 black bishop · e5 black pawn · c4 white bishop · e4 white pawn · f3 white knight · a2 white pawn · b2 white pawn · c2 white pawn · d2 white pawn · f2 white pawn · g2 white pawn · h2 white pawn · a1 white rook · b1 white knight · c1 white bishop · d1 white queen · e1 white king · h1 white rook | a8 black rook · c8 black bishop · d8 black queen · e8 black king · g8 black knight · h8 black rook · a7 black pawn · b7 black pawn · c7 black pawn · d7 black pawn · f7 black pawn · g7 black pawn · h7 black pawn · c6 black knight · c5 black bishop · e5 black pawn · c4 white bishop · e4 white pawn · f3 white knight · a2 white pawn · b2 white pawn · c2 white pawn · d2 white pawn · f2 white pawn · g2 white pawn · h2 white pawn · a1 white rook · b1 white knight · c1 white bishop · d1 white queen · e1 white king · h1 white rook | a8 black rook · c8 black bishop · d8 black queen · e8 black king · g8 black knight · h8 black rook · a7 black pawn · b7 black pawn · c7 black pawn · d7 black pawn · f7 black pawn · g7 black pawn · h7 black pawn · c6 black knight · c5 black bishop · e5 black pawn · c4 white bishop · e4 white pawn · f3 white knight · a2 white pawn · b2 white pawn · c2 white pawn · d2 white pawn · f2 white pawn · g2 white pawn · h2 white pawn · a1 white rook · b1 white knight · c1 white bishop · d1 white queen · e1 white king · h1 white rook | 6 |
| 5 | a8 black rook · c8 black bishop · d8 black queen · e8 black king · g8 black knight · h8 black rook · a7 black pawn · b7 black pawn · c7 black pawn · d7 black pawn · f7 black pawn · g7 black pawn · h7 black pawn · c6 black knight · c5 black bishop · e5 black pawn · c4 white bishop · e4 white pawn · f3 white knight · a2 white pawn · b2 white pawn · c2 white pawn · d2 white pawn · f2 white pawn · g2 white pawn · h2 white pawn · a1 white rook · b1 white knight · c1 white bishop · d1 white queen · e1 white king · h1 white rook | a8 black rook · c8 black bishop · d8 black queen · e8 black king · g8 black knight · h8 black rook · a7 black pawn · b7 black pawn · c7 black pawn · d7 black pawn · f7 black pawn · g7 black pawn · h7 black pawn · c6 black knight · c5 black bishop · e5 black pawn · c4 white bishop · e4 white pawn · f3 white knight · a2 white pawn · b2 white pawn · c2 white pawn · d2 white pawn · f2 white pawn · g2 white pawn · h2 white pawn · a1 white rook · b1 white knight · c1 white bishop · d1 white queen · e1 white king · h1 white rook | a8 black rook · c8 black bishop · d8 black queen · e8 black king · g8 black knight · h8 black rook · a7 black pawn · b7 black pawn · c7 black pawn · d7 black pawn · f7 black pawn · g7 black pawn · h7 black pawn · c6 black knight · c5 black bishop · e5 black pawn · c4 white bishop · e4 white pawn · f3 white knight · a2 white pawn · b2 white pawn · c2 white pawn · d2 white pawn · f2 white pawn · g2 white pawn · h2 white pawn · a1 white rook · b1 white knight · c1 white bishop · d1 white queen · e1 white king · h1 white rook | a8 black rook · c8 black bishop · d8 black queen · e8 black king · g8 black knight · h8 black rook · a7 black pawn · b7 black pawn · c7 black pawn · d7 black pawn · f7 black pawn · g7 black pawn · h7 black pawn · c6 black knight · c5 black bishop · e5 black pawn · c4 white bishop · e4 white pawn · f3 white knight · a2 white pawn · b2 white pawn · c2 white pawn · d2 white pawn · f2 white pawn · g2 white pawn · h2 white pawn · a1 white rook · b1 white knight · c1 white bishop · d1 white queen · e1 white king · h1 white rook | a8 black rook · c8 black bishop · d8 black queen · e8 black king · g8 black knight · h8 black rook · a7 black pawn · b7 black pawn · c7 black pawn · d7 black pawn · f7 black pawn · g7 black pawn · h7 black pawn · c6 black knight · c5 black bishop · e5 black pawn · c4 white bishop · e4 white pawn · f3 white knight · a2 white pawn · b2 white pawn · c2 white pawn · d2 white pawn · f2 white pawn · g2 white pawn · h2 white pawn · a1 white rook · b1 white knight · c1 white bishop · d1 white queen · e1 white king · h1 white rook | a8 black rook · c8 black bishop · d8 black queen · e8 black king · g8 black knight · h8 black rook · a7 black pawn · b7 black pawn · c7 black pawn · d7 black pawn · f7 black pawn · g7 black pawn · h7 black pawn · c6 black knight · c5 black bishop · e5 black pawn · c4 white bishop · e4 white pawn · f3 white knight · a2 white pawn · b2 white pawn · c2 white pawn · d2 white pawn · f2 white pawn · g2 white pawn · h2 white pawn · a1 white rook · b1 white knight · c1 white bishop · d1 white queen · e1 white king · h1 white rook | a8 black rook · c8 black bishop · d8 black queen · e8 black king · g8 black knight · h8 black rook · a7 black pawn · b7 black pawn · c7 black pawn · d7 black pawn · f7 black pawn · g7 black pawn · h7 black pawn · c6 black knight · c5 black bishop · e5 black pawn · c4 white bishop · e4 white pawn · f3 white knight · a2 white pawn · b2 white pawn · c2 white pawn · d2 white pawn · f2 white pawn · g2 white pawn · h2 white pawn · a1 white rook · b1 white knight · c1 white bishop · d1 white queen · e1 white king · h1 white rook | a8 black rook · c8 black bishop · d8 black queen · e8 black king · g8 black knight · h8 black rook · a7 black pawn · b7 black pawn · c7 black pawn · d7 black pawn · f7 black pawn · g7 black pawn · h7 black pawn · c6 black knight · c5 black bishop · e5 black pawn · c4 white bishop · e4 white pawn · f3 white knight · a2 white pawn · b2 white pawn · c2 white pawn · d2 white pawn · f2 white pawn · g2 white pawn · h2 white pawn · a1 white rook · b1 white knight · c1 white bishop · d1 white queen · e1 white king · h1 white rook | 5 |
| 4 | a8 black rook · c8 black bishop · d8 black queen · e8 black king · g8 black knight · h8 black rook · a7 black pawn · b7 black pawn · c7 black pawn · d7 black pawn · f7 black pawn · g7 black pawn · h7 black pawn · c6 black knight · c5 black bishop · e5 black pawn · c4 white bishop · e4 white pawn · f3 white knight · a2 white pawn · b2 white pawn · c2 white pawn · d2 white pawn · f2 white pawn · g2 white pawn · h2 white pawn · a1 white rook · b1 white knight · c1 white bishop · d1 white queen · e1 white king · h1 white rook | a8 black rook · c8 black bishop · d8 black queen · e8 black king · g8 black knight · h8 black rook · a7 black pawn · b7 black pawn · c7 black pawn · d7 black pawn · f7 black pawn · g7 black pawn · h7 black pawn · c6 black knight · c5 black bishop · e5 black pawn · c4 white bishop · e4 white pawn · f3 white knight · a2 white pawn · b2 white pawn · c2 white pawn · d2 white pawn · f2 white pawn · g2 white pawn · h2 white pawn · a1 white rook · b1 white knight · c1 white bishop · d1 white queen · e1 white king · h1 white rook | a8 black rook · c8 black bishop · d8 black queen · e8 black king · g8 black knight · h8 black rook · a7 black pawn · b7 black pawn · c7 black pawn · d7 black pawn · f7 black pawn · g7 black pawn · h7 black pawn · c6 black knight · c5 black bishop · e5 black pawn · c4 white bishop · e4 white pawn · f3 white knight · a2 white pawn · b2 white pawn · c2 white pawn · d2 white pawn · f2 white pawn · g2 white pawn · h2 white pawn · a1 white rook · b1 white knight · c1 white bishop · d1 white queen · e1 white king · h1 white rook | a8 black rook · c8 black bishop · d8 black queen · e8 black king · g8 black knight · h8 black rook · a7 black pawn · b7 black pawn · c7 black pawn · d7 black pawn · f7 black pawn · g7 black pawn · h7 black pawn · c6 black knight · c5 black bishop · e5 black pawn · c4 white bishop · e4 white pawn · f3 white knight · a2 white pawn · b2 white pawn · c2 white pawn · d2 white pawn · f2 white pawn · g2 white pawn · h2 white pawn · a1 white rook · b1 white knight · c1 white bishop · d1 white queen · e1 white king · h1 white rook | a8 black rook · c8 black bishop · d8 black queen · e8 black king · g8 black knight · h8 black rook · a7 black pawn · b7 black pawn · c7 black pawn · d7 black pawn · f7 black pawn · g7 black pawn · h7 black pawn · c6 black knight · c5 black bishop · e5 black pawn · c4 white bishop · e4 white pawn · f3 white knight · a2 white pawn · b2 white pawn · c2 white pawn · d2 white pawn · f2 white pawn · g2 white pawn · h2 white pawn · a1 white rook · b1 white knight · c1 white bishop · d1 white queen · e1 white king · h1 white rook | a8 black rook · c8 black bishop · d8 black queen · e8 black king · g8 black knight · h8 black rook · a7 black pawn · b7 black pawn · c7 black pawn · d7 black pawn · f7 black pawn · g7 black pawn · h7 black pawn · c6 black knight · c5 black bishop · e5 black pawn · c4 white bishop · e4 white pawn · f3 white knight · a2 white pawn · b2 white pawn · c2 white pawn · d2 white pawn · f2 white pawn · g2 white pawn · h2 white pawn · a1 white rook · b1 white knight · c1 white bishop · d1 white queen · e1 white king · h1 white rook | a8 black rook · c8 black bishop · d8 black queen · e8 black king · g8 black knight · h8 black rook · a7 black pawn · b7 black pawn · c7 black pawn · d7 black pawn · f7 black pawn · g7 black pawn · h7 black pawn · c6 black knight · c5 black bishop · e5 black pawn · c4 white bishop · e4 white pawn · f3 white knight · a2 white pawn · b2 white pawn · c2 white pawn · d2 white pawn · f2 white pawn · g2 white pawn · h2 white pawn · a1 white rook · b1 white knight · c1 white bishop · d1 white queen · e1 white king · h1 white rook | a8 black rook · c8 black bishop · d8 black queen · e8 black king · g8 black knight · h8 black rook · a7 black pawn · b7 black pawn · c7 black pawn · d7 black pawn · f7 black pawn · g7 black pawn · h7 black pawn · c6 black knight · c5 black bishop · e5 black pawn · c4 white bishop · e4 white pawn · f3 white knight · a2 white pawn · b2 white pawn · c2 white pawn · d2 white pawn · f2 white pawn · g2 white pawn · h2 white pawn · a1 white rook · b1 white knight · c1 white bishop · d1 white queen · e1 white king · h1 white rook | 4 |
| 3 | a8 black rook · c8 black bishop · d8 black queen · e8 black king · g8 black knight · h8 black rook · a7 black pawn · b7 black pawn · c7 black pawn · d7 black pawn · f7 black pawn · g7 black pawn · h7 black pawn · c6 black knight · c5 black bishop · e5 black pawn · c4 white bishop · e4 white pawn · f3 white knight · a2 white pawn · b2 white pawn · c2 white pawn · d2 white pawn · f2 white pawn · g2 white pawn · h2 white pawn · a1 white rook · b1 white knight · c1 white bishop · d1 white queen · e1 white king · h1 white rook | a8 black rook · c8 black bishop · d8 black queen · e8 black king · g8 black knight · h8 black rook · a7 black pawn · b7 black pawn · c7 black pawn · d7 black pawn · f7 black pawn · g7 black pawn · h7 black pawn · c6 black knight · c5 black bishop · e5 black pawn · c4 white bishop · e4 white pawn · f3 white knight · a2 white pawn · b2 white pawn · c2 white pawn · d2 white pawn · f2 white pawn · g2 white pawn · h2 white pawn · a1 white rook · b1 white knight · c1 white bishop · d1 white queen · e1 white king · h1 white rook | a8 black rook · c8 black bishop · d8 black queen · e8 black king · g8 black knight · h8 black rook · a7 black pawn · b7 black pawn · c7 black pawn · d7 black pawn · f7 black pawn · g7 black pawn · h7 black pawn · c6 black knight · c5 black bishop · e5 black pawn · c4 white bishop · e4 white pawn · f3 white knight · a2 white pawn · b2 white pawn · c2 white pawn · d2 white pawn · f2 white pawn · g2 white pawn · h2 white pawn · a1 white rook · b1 white knight · c1 white bishop · d1 white queen · e1 white king · h1 white rook | a8 black rook · c8 black bishop · d8 black queen · e8 black king · g8 black knight · h8 black rook · a7 black pawn · b7 black pawn · c7 black pawn · d7 black pawn · f7 black pawn · g7 black pawn · h7 black pawn · c6 black knight · c5 black bishop · e5 black pawn · c4 white bishop · e4 white pawn · f3 white knight · a2 white pawn · b2 white pawn · c2 white pawn · d2 white pawn · f2 white pawn · g2 white pawn · h2 white pawn · a1 white rook · b1 white knight · c1 white bishop · d1 white queen · e1 white king · h1 white rook | a8 black rook · c8 black bishop · d8 black queen · e8 black king · g8 black knight · h8 black rook · a7 black pawn · b7 black pawn · c7 black pawn · d7 black pawn · f7 black pawn · g7 black pawn · h7 black pawn · c6 black knight · c5 black bishop · e5 black pawn · c4 white bishop · e4 white pawn · f3 white knight · a2 white pawn · b2 white pawn · c2 white pawn · d2 white pawn · f2 white pawn · g2 white pawn · h2 white pawn · a1 white rook · b1 white knight · c1 white bishop · d1 white queen · e1 white king · h1 white rook | a8 black rook · c8 black bishop · d8 black queen · e8 black king · g8 black knight · h8 black rook · a7 black pawn · b7 black pawn · c7 black pawn · d7 black pawn · f7 black pawn · g7 black pawn · h7 black pawn · c6 black knight · c5 black bishop · e5 black pawn · c4 white bishop · e4 white pawn · f3 white knight · a2 white pawn · b2 white pawn · c2 white pawn · d2 white pawn · f2 white pawn · g2 white pawn · h2 white pawn · a1 white rook · b1 white knight · c1 white bishop · d1 white queen · e1 white king · h1 white rook | a8 black rook · c8 black bishop · d8 black queen · e8 black king · g8 black knight · h8 black rook · a7 black pawn · b7 black pawn · c7 black pawn · d7 black pawn · f7 black pawn · g7 black pawn · h7 black pawn · c6 black knight · c5 black bishop · e5 black pawn · c4 white bishop · e4 white pawn · f3 white knight · a2 white pawn · b2 white pawn · c2 white pawn · d2 white pawn · f2 white pawn · g2 white pawn · h2 white pawn · a1 white rook · b1 white knight · c1 white bishop · d1 white queen · e1 white king · h1 white rook | a8 black rook · c8 black bishop · d8 black queen · e8 black king · g8 black knight · h8 black rook · a7 black pawn · b7 black pawn · c7 black pawn · d7 black pawn · f7 black pawn · g7 black pawn · h7 black pawn · c6 black knight · c5 black bishop · e5 black pawn · c4 white bishop · e4 white pawn · f3 white knight · a2 white pawn · b2 white pawn · c2 white pawn · d2 white pawn · f2 white pawn · g2 white pawn · h2 white pawn · a1 white rook · b1 white knight · c1 white bishop · d1 white queen · e1 white king · h1 white rook | 3 |
| 2 | a8 black rook · c8 black bishop · d8 black queen · e8 black king · g8 black knight · h8 black rook · a7 black pawn · b7 black pawn · c7 black pawn · d7 black pawn · f7 black pawn · g7 black pawn · h7 black pawn · c6 black knight · c5 black bishop · e5 black pawn · c4 white bishop · e4 white pawn · f3 white knight · a2 white pawn · b2 white pawn · c2 white pawn · d2 white pawn · f2 white pawn · g2 white pawn · h2 white pawn · a1 white rook · b1 white knight · c1 white bishop · d1 white queen · e1 white king · h1 white rook | a8 black rook · c8 black bishop · d8 black queen · e8 black king · g8 black knight · h8 black rook · a7 black pawn · b7 black pawn · c7 black pawn · d7 black pawn · f7 black pawn · g7 black pawn · h7 black pawn · c6 black knight · c5 black bishop · e5 black pawn · c4 white bishop · e4 white pawn · f3 white knight · a2 white pawn · b2 white pawn · c2 white pawn · d2 white pawn · f2 white pawn · g2 white pawn · h2 white pawn · a1 white rook · b1 white knight · c1 white bishop · d1 white queen · e1 white king · h1 white rook | a8 black rook · c8 black bishop · d8 black queen · e8 black king · g8 black knight · h8 black rook · a7 black pawn · b7 black pawn · c7 black pawn · d7 black pawn · f7 black pawn · g7 black pawn · h7 black pawn · c6 black knight · c5 black bishop · e5 black pawn · c4 white bishop · e4 white pawn · f3 white knight · a2 white pawn · b2 white pawn · c2 white pawn · d2 white pawn · f2 white pawn · g2 white pawn · h2 white pawn · a1 white rook · b1 white knight · c1 white bishop · d1 white queen · e1 white king · h1 white rook | a8 black rook · c8 black bishop · d8 black queen · e8 black king · g8 black knight · h8 black rook · a7 black pawn · b7 black pawn · c7 black pawn · d7 black pawn · f7 black pawn · g7 black pawn · h7 black pawn · c6 black knight · c5 black bishop · e5 black pawn · c4 white bishop · e4 white pawn · f3 white knight · a2 white pawn · b2 white pawn · c2 white pawn · d2 white pawn · f2 white pawn · g2 white pawn · h2 white pawn · a1 white rook · b1 white knight · c1 white bishop · d1 white queen · e1 white king · h1 white rook | a8 black rook · c8 black bishop · d8 black queen · e8 black king · g8 black knight · h8 black rook · a7 black pawn · b7 black pawn · c7 black pawn · d7 black pawn · f7 black pawn · g7 black pawn · h7 black pawn · c6 black knight · c5 black bishop · e5 black pawn · c4 white bishop · e4 white pawn · f3 white knight · a2 white pawn · b2 white pawn · c2 white pawn · d2 white pawn · f2 white pawn · g2 white pawn · h2 white pawn · a1 white rook · b1 white knight · c1 white bishop · d1 white queen · e1 white king · h1 white rook | a8 black rook · c8 black bishop · d8 black queen · e8 black king · g8 black knight · h8 black rook · a7 black pawn · b7 black pawn · c7 black pawn · d7 black pawn · f7 black pawn · g7 black pawn · h7 black pawn · c6 black knight · c5 black bishop · e5 black pawn · c4 white bishop · e4 white pawn · f3 white knight · a2 white pawn · b2 white pawn · c2 white pawn · d2 white pawn · f2 white pawn · g2 white pawn · h2 white pawn · a1 white rook · b1 white knight · c1 white bishop · d1 white queen · e1 white king · h1 white rook | a8 black rook · c8 black bishop · d8 black queen · e8 black king · g8 black knight · h8 black rook · a7 black pawn · b7 black pawn · c7 black pawn · d7 black pawn · f7 black pawn · g7 black pawn · h7 black pawn · c6 black knight · c5 black bishop · e5 black pawn · c4 white bishop · e4 white pawn · f3 white knight · a2 white pawn · b2 white pawn · c2 white pawn · d2 white pawn · f2 white pawn · g2 white pawn · h2 white pawn · a1 white rook · b1 white knight · c1 white bishop · d1 white queen · e1 white king · h1 white rook | a8 black rook · c8 black bishop · d8 black queen · e8 black king · g8 black knight · h8 black rook · a7 black pawn · b7 black pawn · c7 black pawn · d7 black pawn · f7 black pawn · g7 black pawn · h7 black pawn · c6 black knight · c5 black bishop · e5 black pawn · c4 white bishop · e4 white pawn · f3 white knight · a2 white pawn · b2 white pawn · c2 white pawn · d2 white pawn · f2 white pawn · g2 white pawn · h2 white pawn · a1 white rook · b1 white knight · c1 white bishop · d1 white queen · e1 white king · h1 white rook | 2 |
| 1 | a8 black rook · c8 black bishop · d8 black queen · e8 black king · g8 black knight · h8 black rook · a7 black pawn · b7 black pawn · c7 black pawn · d7 black pawn · f7 black pawn · g7 black pawn · h7 black pawn · c6 black knight · c5 black bishop · e5 black pawn · c4 white bishop · e4 white pawn · f3 white knight · a2 white pawn · b2 white pawn · c2 white pawn · d2 white pawn · f2 white pawn · g2 white pawn · h2 white pawn · a1 white rook · b1 white knight · c1 white bishop · d1 white queen · e1 white king · h1 white rook | a8 black rook · c8 black bishop · d8 black queen · e8 black king · g8 black knight · h8 black rook · a7 black pawn · b7 black pawn · c7 black pawn · d7 black pawn · f7 black pawn · g7 black pawn · h7 black pawn · c6 black knight · c5 black bishop · e5 black pawn · c4 white bishop · e4 white pawn · f3 white knight · a2 white pawn · b2 white pawn · c2 white pawn · d2 white pawn · f2 white pawn · g2 white pawn · h2 white pawn · a1 white rook · b1 white knight · c1 white bishop · d1 white queen · e1 white king · h1 white rook | a8 black rook · c8 black bishop · d8 black queen · e8 black king · g8 black knight · h8 black rook · a7 black pawn · b7 black pawn · c7 black pawn · d7 black pawn · f7 black pawn · g7 black pawn · h7 black pawn · c6 black knight · c5 black bishop · e5 black pawn · c4 white bishop · e4 white pawn · f3 white knight · a2 white pawn · b2 white pawn · c2 white pawn · d2 white pawn · f2 white pawn · g2 white pawn · h2 white pawn · a1 white rook · b1 white knight · c1 white bishop · d1 white queen · e1 white king · h1 white rook | a8 black rook · c8 black bishop · d8 black queen · e8 black king · g8 black knight · h8 black rook · a7 black pawn · b7 black pawn · c7 black pawn · d7 black pawn · f7 black pawn · g7 black pawn · h7 black pawn · c6 black knight · c5 black bishop · e5 black pawn · c4 white bishop · e4 white pawn · f3 white knight · a2 white pawn · b2 white pawn · c2 white pawn · d2 white pawn · f2 white pawn · g2 white pawn · h2 white pawn · a1 white rook · b1 white knight · c1 white bishop · d1 white queen · e1 white king · h1 white rook | a8 black rook · c8 black bishop · d8 black queen · e8 black king · g8 black knight · h8 black rook · a7 black pawn · b7 black pawn · c7 black pawn · d7 black pawn · f7 black pawn · g7 black pawn · h7 black pawn · c6 black knight · c5 black bishop · e5 black pawn · c4 white bishop · e4 white pawn · f3 white knight · a2 white pawn · b2 white pawn · c2 white pawn · d2 white pawn · f2 white pawn · g2 white pawn · h2 white pawn · a1 white rook · b1 white knight · c1 white bishop · d1 white queen · e1 white king · h1 white rook | a8 black rook · c8 black bishop · d8 black queen · e8 black king · g8 black knight · h8 black rook · a7 black pawn · b7 black pawn · c7 black pawn · d7 black pawn · f7 black pawn · g7 black pawn · h7 black pawn · c6 black knight · c5 black bishop · e5 black pawn · c4 white bishop · e4 white pawn · f3 white knight · a2 white pawn · b2 white pawn · c2 white pawn · d2 white pawn · f2 white pawn · g2 white pawn · h2 white pawn · a1 white rook · b1 white knight · c1 white bishop · d1 white queen · e1 white king · h1 white rook | a8 black rook · c8 black bishop · d8 black queen · e8 black king · g8 black knight · h8 black rook · a7 black pawn · b7 black pawn · c7 black pawn · d7 black pawn · f7 black pawn · g7 black pawn · h7 black pawn · c6 black knight · c5 black bishop · e5 black pawn · c4 white bishop · e4 white pawn · f3 white knight · a2 white pawn · b2 white pawn · c2 white pawn · d2 white pawn · f2 white pawn · g2 white pawn · h2 white pawn · a1 white rook · b1 white knight · c1 white bishop · d1 white queen · e1 white king · h1 white rook | a8 black rook · c8 black bishop · d8 black queen · e8 black king · g8 black knight · h8 black rook · a7 black pawn · b7 black pawn · c7 black pawn · d7 black pawn · f7 black pawn · g7 black pawn · h7 black pawn · c6 black knight · c5 black bishop · e5 black pawn · c4 white bishop · e4 white pawn · f3 white knight · a2 white pawn · b2 white pawn · c2 white pawn · d2 white pawn · f2 white pawn · g2 white pawn · h2 white pawn · a1 white rook · b1 white knight · c1 white bishop · d1 white queen · e1 white king · h1 white rook | 1 |
|   | a | b | c | d | e | f | g | h |   |

Giuoco Piano este o deschidere care începe cu mutările:
1.e4 e5
2.Cf3 Cc6
3.Nc4 Nc5
Această deschidere se mai numdește și deschiderea italiană.
Cele mai bune mutări ale albului sunt:
- 4.c3 (ameniță 5.d4,cele nai bune apărari sunt:4...Cf6,4...d6,4...De7)
- 4.b4 ("Gambitul Evans" pregătește atacul albului pe flancul damei, în cazul în care negrul joaca 4...N:b4 albul joacă 5.c3,pregătind 6.d4)
- 4.d3 (pregăteste Ne3 și Cd2.Mutarea Cd2 apără nebunul c4 în cazul în care negrul mută Ne6)
- 4.Cc3 (mutare de dezvoltare)

## Linkuri
- Video pe YouTube